# Zoran Slavnić
Zoran Slavnić, detto Moka (in serbo Зоран Славнић?; Zemun, 26 ottobre 1949), è un ex cestista e allenatore di pallacanestro jugoslavo, dal 1992 serbo. È uno dei pochi cestisti al mondo ad aver vinto Europei, Mondiali e Giochi olimpici.

## Carriera
Ha giocato per il club della Stella Rossa Belgrado dal 1965 al 1975. Ha poi continuato la sua carriera in Spagna, nello Joventut Badalona, poi nel KK Šibenik, nel Caserta e poi infine nel Partizan.
Agli Europei ha giocato 36 partite, ai Mondiali ne ha giocate 17 ed infine 15 ai Giochi olimpici. In totale ha giocato 179 partite per la propria nazionale totalizzando 1465 canestri.
Ha vinto tre campionati europei consecutivi (1973, 1975, 1977), un campionato mondiale nel 1978 a Manila e i giochi olimpici di Mosca del 1980. Zoran Slavnić è famoso per i suoi passaggi pallavolistici a Dragan Kićanović nella finale dei campionati europei del 1977 a Liegi contro l'Unione Sovietica.
Alla fine della sua carriera ricca di numerosi successi ha iniziato ad allenare. Ha condotto il KK Partizan, la KK Spalato, la Stella Rossa Belgrado, la KK Šibenik, il TSK Bamberg. Ha anche allenato l'Atlas Belgrado (ex IMT), il cui team-manager era il suo ex compagno di nazionale Dražen Dalipagić.
Nel 2007 è stato il commissario tecnico della nazionale serba agli Europei in Spagna e viene esonerato dopo l'eliminazione al primo turno della manifestazione.

## Riconoscimenti[1]
- Nel 1991 viene nominato come uno dei più grandi giocatori della FIBA
- Nel 2013 viene inserito nella FIBA Hall of Fame

## Palmarès

### Giocatore
- YUBA liga: 2

Stella Rossa Belgrado: 1968-69, 1971-72
- Campionato spagnolo: 1

Joventut Badalona: 1977-78
- Coppa di Jugoslavia: 1

Stella Rossa Belgrado: 1971, 1973, 1975
- Coppa delle Coppe: 1

Stella Rossa Belgrado: 1973-74